# Joe Lombardo

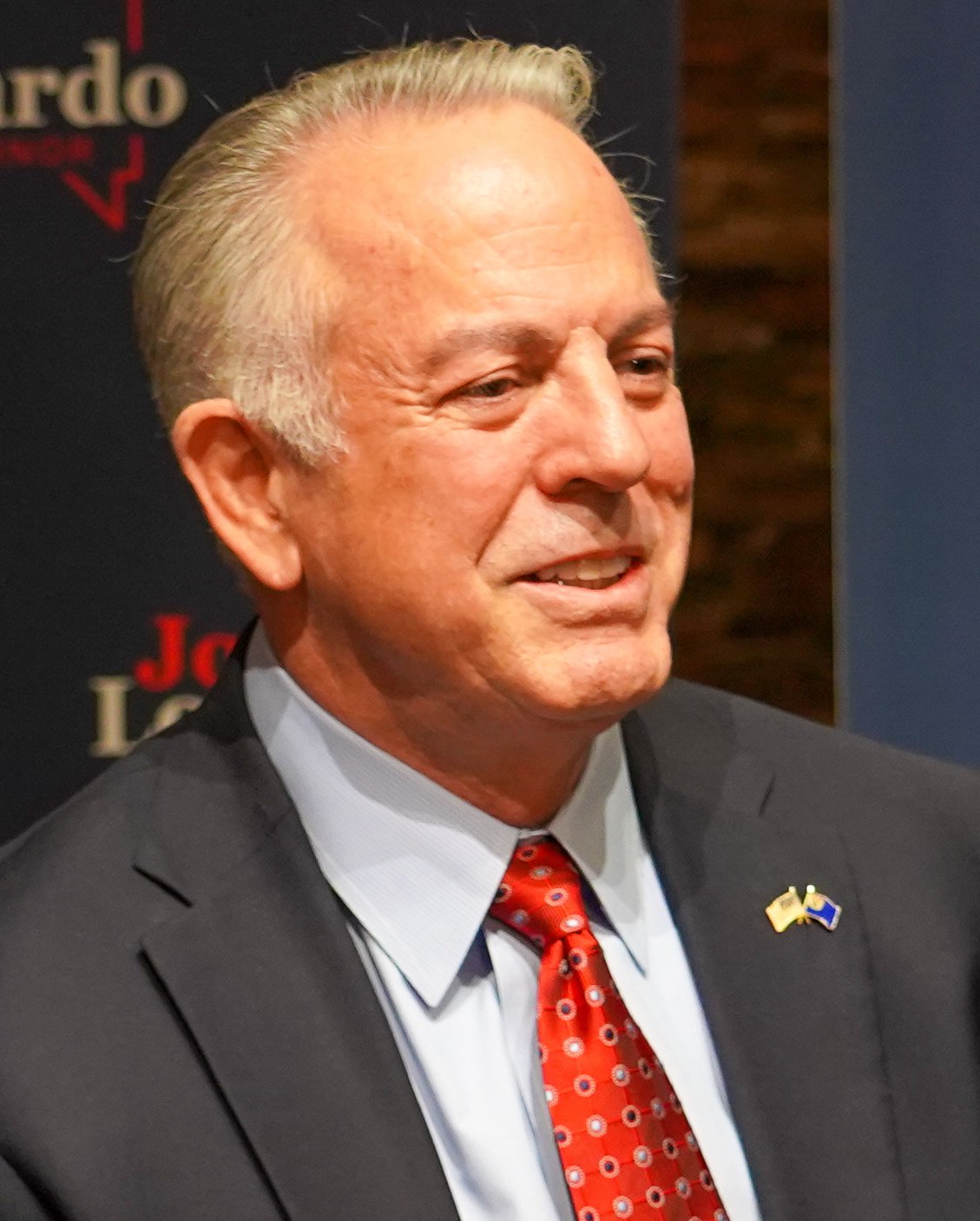
Joe Lombardo (2022)

Joseph Michael Lombardo (* 8. November 1962 in Sapporo, Japan) ist ein US-amerikanischer Politiker der Republikanischen Partei. Lombardo bekleidet seit dem 2. Januar 2023 das Amt des Gouverneurs von Nevada.

## Leben
Joe Lombardos Vater war Angehöriger der United States Air Force und in Japan stationiert, wo Lombardo geboren wurde und das erste Lebensjahrzehnt aufwuchs. Nach kurzen Zwischenstationen zog die Familie 1976 nach Nevada.
Hier schloss er im Jahr 1980 die Rancho High School in North Las Vegas ab. Danach trat er selbst als Soldat der United States Army bei, diente in der Nationalgarde der Vereinigten Staaten und zuletzt als Reservist in der United States Army Reserve. 1986 schied er aus dem aktiven Dienst aus. Danach studierte er an der University of Nevada, Las Vegas, Bauingenieurwesen und Krisenmanagement. 
1988 wurde er im Las Vegas Metropolitan Police Department Polizist und wurde mehrmals befördert. So wurde er 1996 Sergeant, im Jahr 2001 Lieutenant und 2006 Captain. 2011 schließlich wurde er stellvertretender Sheriff von Clark County. 2014 kandidierte er für das Amt des Sheriffs von Clark County und konnte bei der Wahl knapp den im Ruhestand befindlichen Polizei-Captain Larry Burns von der Demokratischen Partei bezwingen. Seine Wiederwahl im Jahr 2018 erfolgte mit 73 % schon deutlicher.
Im Jahr 2022 verzichtete er auf eine erneute Kandidatur und gab sein Antreten bei der Gouverneurswahl bekannt. Mit 48,8 % und einem Stimmenvorsprung von rund 15.000 Stimmen gelang es ihm, Amtsinhaber Steve Sisolak bei seiner Wiederwahl zu besiegen. Joe Lombardo wurde am 2. Januar 2023 ins Amt eingeführt.
Joe Lombardo ist seit 2015 mit der Immobilienmaklerin Donna Alderson verheiratet. Aus einer früheren, geschiedenen Ehe ist er Vater eines Kindes.